# Koroptev
Koroptev je společné pojmenování pro 10 rodů hrabavých ptáků z podčeledě koroptve, která je součásti čeledě bažantovitých.

## Rozšíření
Koroptev pochází z Evropy, Afriky a Asie, kde je také druhově nejvíce rozšířena. Dva druhy byly zhruba před 100 léty dovezeny do Severní Ameriky, kde se úspěšně uchytily a staly se součásti tamní fauny. Její přirozený areál výskytu je velmi široký, od světlých tropických lesů po sporé, kamenité louky v Himálaji až do výše 4000 m n. m. V České republice se vyskytuje ve skromném počtu koroptev polní, je chráněna.

## Popis
Jsou to většinou zavalití ptáci s délkou těla do 35 cm. Barva jejich peří je většinou nenápadná, bývá přizpůsobena podmínkám, v nichž žijí, jen samci bývají o málo pestřejší. Jejich křídla jsou malá, široká a zakulacená. Hlavu mají malou, podlouhlou, zobák krátký a silný se zaoblenou špičkou, horní čelist je mírně konvexní. Krátké hrabavé nohy mají prsty s tupými drápy, uzpůsobené k chůzi a rychlému běhu.
Koroptev je plachý pták, při nebezpečí se přikrčí a splyne s okolím, nebo hbitě odběhne skrýt se do houští nebo za kameny, případně odletí. Let bývá krátký a hlučný, mávání křídel je prostřídáno plachtěním. Je-li vyplašeno hejno, odlétá jedním směrem. Živí se semeny, výhonky mladých rostlin a nejrůznějšími plody, včetně hmyzu a ostatních drobných živočichů. Na zasněženém terénu si potravu vyhrabují pod sněhem.
Převážnou část svého života tráví na zemi, většinou žije v průběhu roku v rodinných nebo větších hejnech, ta se rozdělují až před pářením. Jsou převážně monogamní, páry si při hnízdění hlídají svá území. Hnízdo tvoří prohlubeň vystlaná listím a suchou trávou, umístěná v hustém porostu nebo mezi kameny, někdy má ze suché trávy i upletenou stříšku. Samička snese až do 20 vajec, na kterých sedí okolo 20 až 25 dnů. Vylíhnutá mláďata jsou brzy schopná sama zobat a za 2 až 3 týdny i létat. Samička, většinou společně se samečkem, kuřata dále ochraňuje, a dokud jim nedoroste peří, i zahřívá. Mláďata se s rodiči dále zdržují v tzv. rodinných hejnech, většinou až do páření v příštím roce.

## Ohrožení
Prováděcí vyhláška 395/1992Sb. stanovila koroptev polní za druh v kategorii ohrožený., viz zákon 114/1992Sb.
Červený seznam IUCN, vycházející z klesajícího počtů jednotlivých druhů koroptví, stanovil za
- zranitelné druhy: koroptev černá, koroptev hainanská, koroptev kaštanovoprsá, koroptev límcová a koroptev sumaterská,
- ohrožené druhy: koroptev hnědoprsá a koroptev tanzanská.[4]

## Taxonomie
České jméno koroptev patří 10 rodům a téměř 30 druhům:
- rod koroptev (Ammoperdix) Gould, 1851
  - koroptev arabská (Ammoperdix heyi) (Temminck, 1825)
  - koroptev pouštní (Ammoperdix griseogularis) (Brandt, 1843)
- rod koroptev (Arborophila) Hodgson, 1837
  - koroptev bělolící (Arborophila atrogularis) (Blyth, 1849)
  - koroptev bornejská (Arborophila hyperythra) (Sharpe, 1879)
  - koroptev červenozobá (Arborophila rubrirostris) (Salvadori, 1879)
  - koroptev Davidova (Arborophila davidi) Delacour, 1927
  - koroptev hainanská (Arborophila ardens) (Styan, 1892)
  - koroptev hnědoprsá (Arborophila rufipectus) Boulton, 1932
  - koroptev jávská (Arborophila javanica) (Gmelin, 1789)
  - koroptev kaštanovoprsá (Arborophila mandellii) Hume, 1874
  - koroptev límcová (Arborophila gingica) (Gmelin, 1789)
  - koroptev malajská (Arborophila charltonii) (Eyton, 1845)
  - koroptev oranžovohrdlá (Arborophila rufogularis) (Blyth, 1849)
  - koroptev pruhokřídlá (Arborophila brunneopectus) (Blyth, 1855)
  - koroptev rezavohlavá (Arborophila cambodiana) Delacour & Jabouille, 1928
  - koroptev rudohlavá (Arborophila torqueola) (Valenciennes, 1825)
  - koroptev sumaterská (Arborophila orientalis) (Horsfield, 1821)
  - koroptev tchajwanská (Arborophila crudigularis) (Swinhoe, 1864)
  - koroptev zelenonohá (Arborophila chloropus) (Blyth, 1859)
  - koroptev žlutonohá (Arborophila merlini) (Delacour & Jabouille, 1924)
- rod koroptev (Haematortyx) Sharpe, 1879
  - koroptev karmínovohlavá (Haematortyx sanguiniceps) Sharpe, 1879
- rod koroptev (Lerwa) Hodgson, 1837
  - koroptev sněžní (Lerwa lerwa) (Hodgson, 1833)
- rod koroptev (Margaroperdix) Reichenbach, 1853
  - koroptev madagaskarská (Margaroperdix madagarensis) (Scopoli, 1786)
- rod koroptev (Melanoperdix) Jerdon, 1864
  - koroptev černá (Melanoperdix niger) (Vigors, 1829)
- rod koroptev (Perdix) Brisson, 1760
  - koroptev polní (Perdix perdix) (Linnaeus, 1758)
  - koroptev tibetská (Perdix hodgsoniae) (Hodgson, 1857)
  - koroptev vousatá (Perdix dauurica) (Pallas, 1811)
- rod koroptev (Rhizothera) G. R. Gray, 1841
  - koroptev dlouhozobá (Rhizothera longirostris) (Temminck, 1815)
- rod koroptev (Rollulus) Bonnaterre, 1791
  - koroptev korunkatá (Rollulus rouloul) (Scopoli, 1786)
- rod koroptev (Xenoperdix) Dinesen et al., 1994
  - koroptev tanzanská (Xenoperdix udzungwensis) Dinesen et al., 1994 [5][6]